# Les Trois Chevaliers : Sur des rivages lointains
Série
Les Trois Chevaliers et la reine de Chamakha
(2010) Les Trois Chevaliers : le coup du cavalier
(2015)
Pour plus de détails, voir Fiche technique et Distribution.
Les Trois Chevaliers : Sur des rivages lointains (Три богатыря на дальних берегах, Tri bogatyria na dalnikh beregakh) est un film d'animation russe de Constantin Feoktistov, sorti en 2012.

## Synopsis
A la suite d'une ruse de Baba Yaga, les trois héros (Ilya Mouromets, Dobrynia Nikititch et Aliocha Popovitch) se retrouvent sur une île inhospitalière.

## Fiche technique
- Titre original : Три богатыря на дальних берегах, Tri bogatyria na dalnikh beregakh
- Titre français : Les Trois Chevaliers : Sur des rivages lointains
- Réalisation : Constantin Feoktistov
- Scénario : Aleksandre Boyarskiy, Slava Ve
- Musique : Mikhail Chertishchev
- Pays d'origine : Russie
- Format : Couleurs - 35 mm - 1,85:1 - Dolby Digital
- Genre : action, animation, aventure, fantasy
- Durée : 65 minutes
- Date de sortie :
  - Russie : 27 décembre 2012

## Distribution

### Voix originales
- Dmitri Bykovski-Romachov : Ilya Mouromets
- Valeri Soloviov : Dobrynia Nikititch
- Oleg Koulikovitch : Aliocha Popovitch
- Sergueï Makovetski : le prince de Kiev
- Elizaveta Boïarskaïa : Baba Yaga
- Fiodor Bondartchouk : Kolivan